# Olsson och Fahlin

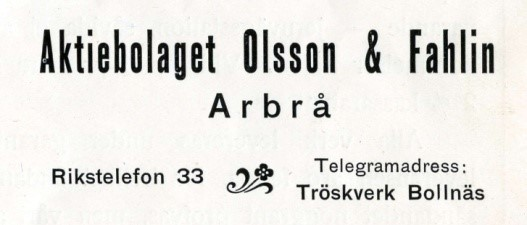
AB Olsson och Fahlin, Logotype 1902

AB Olsson & Fahlin var ett företag i Arbrå.
Grundarna var Olof Jonsson, född 1839, ägare till hemmanet Forneby nr 3 med vattenfall i Arbråströmmarna på östra sidan, nedom älvbron, samt Anders Fahlin, född 1864 från Uvås by i Järvsö socken.

## Bolagsbildning

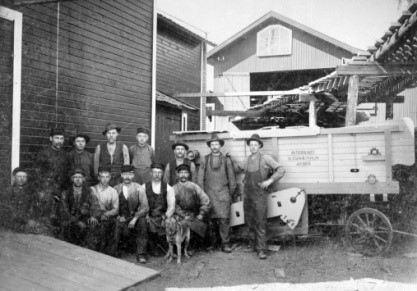
AB Olsson och Fahlin, Personalbild framför Tröskverk, 1904

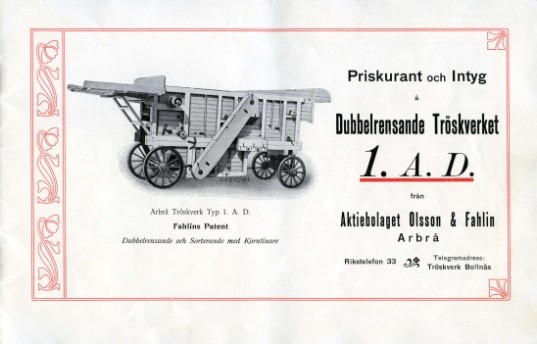
AB Olsson och Fahlin, Annons Tröskverk 1904

År 1901 kom Fahlin i kontakt med Olof Jonsson, vilket resulterade i att Fahlin under vintern 1901–1902 uppförde en ansenlig träbyggnad vid Sveasågen i Forneby, Arbrå, för tillverkning av tröskverk enligt Fahlins metoder. Några maskiner överfördes från Uvås och en del nya anskaffades. I februari 1902 omkom Olof Jonsson genom olyckshändelse vid en rempåläggning. Företaget ombildades till ett aktiebolag. Bolaget registrerades 14 juli 1902 till AB Olsson & Fahlin med Fahlin som första Disponent. Styrelsen utgjordes av Anders Fahlin samt Olof Jonssons två söner, häradsdomaren Jonas Olsson och hemmansägaren Olof Olsson. Bolaget bedrev sin rörelse med god framgång och sysselsatte 12–15 man.

## Flytt till Arbrå
Ur transportsynpunkt var dock anläggningens placering mindre välbelägen. Fabriken flyttades till närheten av järnvägsstationen i Arbrå. 1904 förvärvade bolaget flera sammanhängande fastigheter på den s.k. Strömsveden i Arbrå, vid bangårdens södra ändpunkt, på samma sida som de äldre mekaniska verkstäderna. Med fastigheterna följde också viss rätt till fallhöjden i den närbelägna Ljusnan. På det inköpta området uppfördes år 1905 ett större fabrikskomplex av tegel, samtidigt som en del bostadshus inköptes inom stationssamhället. Påföljande år flyttades hela verksamheten över till Strömsveden. Man stod nu väl rustad att möta den stigande efterfrågan.

## Fahlin lämnar bolaget

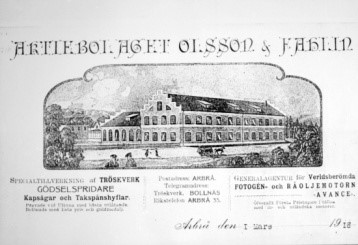
AB Olsson och Fahlin, Sveaverkstaden 1904

Det visade sig snart nog, att förflyttningen icke motsvarade förväntningarna. På grund av hård konkurrens och andra omständigheter lyckades man inte öka omsättningen. Man beslutade då att utvidga tillverkningen att även omfatta gödselspridare med anspann för häst. Produkterna mottogs väl på marknaden och vann också stor spridning. Men något tillfredsställande ekonomiskt lät alltjämt vänta på sig. Aktiekapitalet ökades. År 1913 lämnade Fahlin disponentskapet, bosatte sig i Bollnäs och startade en egen verkstadsrörelse. Under världskriget visade dock boksluten ett avsevärt bättre resultat och under uppsvingsåret 1917 övergick så gott som hela aktiestocken till intressen i Stockholm som arbetade i branschen för åkerbruksredskap. År 1918 ändrades därför firmanamnet till Arbrå Lantbruksmaskiner AB. Orsaken till namnbytet var att den tidigare disponenten Anders Fahlin avgått några år tidigare och startat en egen rörelse.